# Andrew Faulkner
Andrew Michael Faulkner (né le 12 septembre 1992 à Aiken, Caroline du Sud, États-Unis) est un lanceur gaucher de la Ligue majeure de baseball.

## Carrière
Andrew Faulkner est repêché par les Rangers du Texas  au 14e tour de sélection en 2011. 
Il fait ses débuts dans le baseball majeur comme lanceur de relève des Rangers le 31 août 2015 face aux Padres de San Diego. Il joue 20 matchs au total pour Texas en 2015 et 2016, toujours comme lanceur de relève, et sa moyenne de points mérités s'élève à 4,41 en 16 manches lancées.